# Ћао аморе
Ћао аморе (у оригиналном наслову на италијанском Ciao amore) југословенска је поп песма која је представљала Југославију на Песми Евровизије 1984. у Луксембургу. Песму је извео хрватско-српски музички дуо Владо Калембер и Изолда Баруџија. Био је то други и последњи пут да је ТВ Титоград делегирао југословенског представника на том фестивалу. Аутори песме су Слободан Бућевац који је написао музику и Милан Перић који је аутор текста. Оркестром је током извођења уживо дириговао маестро Мато Дошен.
Пре наступа на Евросонгу, песма је учествовала на националном фестивалу Југовизија, који је те године одржан 23. марта у Скопљу.
У финалу Песме Евровизије које је одржано 5. маја, Владо и Изолда су наступили као 12. по реду, а након гласања свих 19 националних жирија заузели су претпоследње 18. место са свега 26 освојених бодова.